# Gli amanti sposi

Gli amanti sposi est un opéra en trois actes d'Ermanno Wolf-Ferrari, dont la création a eu lieu au Teatro La Fenice à Venise le 19 février 1925.
Pendant la Première Guerre mondiale, Wolf-Ferrari quitte Munich pour Zurich, où il achève de composer en 1916 la comédie Gli amanti sposi d'après la pièce de Carlo Goldoni, Il Ventaglio. C'est le troisième des cinq opéras que Wolf-Ferrari adapte de l'œuvre de Goldoni.